# Will Claye
Will Claye (ur. 13 czerwca 1991 w Tucson) – amerykański lekkoatleta, trójskoczek i skoczek w dal. Srebrny medalista mistrzostw świata 2017 i 2019 oraz brązowy z 2011 i 2013 w konkursie trójskoku mężczyzn. Wicemistrz olimpijski z 2012 i 2016 roku w trójskoku oraz brązowy medalista w skoku w dal z 2012 roku. Dwukrotny halowy mistrz świata w trójskoku (2012 i 2018).
Wielokrotny medalista mistrzostw NCAA (także w skoku w dal). W juniorskich mistrzostwach USA w 2009 zdobył złoty medal w trójskoku i srebro w skoku w dal. Dwukrotny srebrny medalista seniorskich mistrzostw kraju (2011).
W sierpniu 2018 w próbce pobranej od niego poza zawodami wykryto niedozwolony środek (klenbuterol). We wrześniu tego samego roku Amerykańska Agencja Antydopingowa uniewinniła go, uznając, że środek ten znalazł się w organizmie Claye'a w sposób nieświadomy, wraz z zanieczyszczonym mięsem spożytym w Meksyku.

## Osiągnięcia
| Rok  | Impreza                              | Miejsce        | Konkurencja | Lokata            | Wynik |
| ---- | ------------------------------------ | -------------- | ----------- | ----------------- | ----- |
| 2009 | Mistrzostwa panamerykańskie juniorów | Port-of-Spain  | trójskok    | 1. miejsce        | 16,57 |
| 2011 | Mistrzostwa świata                   | Daegu          | skok w dal  | 9. miejsce        | 8,10  |
| 2011 | Mistrzostwa świata                   | Daegu          | trójskok    | 3. miejsce        | 17,50 |
| 2012 | Halowe mistrzostwa świata            | Stambuł        | skok w dal  | 4. miejsce        | 8,04  |
| 2012 | Halowe mistrzostwa świata            | Stambuł        | trójskok    | 1. miejsce        | 17,70 |
| 2012 | Igrzyska olimpijskie                 | Londyn         | skok w dal  | 3. miejsce        | 8,12  |
| 2012 | Igrzyska olimpijskie                 | Londyn         | trójskok    | 2. miejsce        | 17,62 |
| 2013 | Mistrzostwa świata                   | Moskwa         | trójskok    | 3. miejsce        | 17,52 |
| 2014 | Puchar interkontynentalny            | Marrakesz      | skok w dal  | 2. miejsce        | 7,98  |
| 2014 | Puchar interkontynentalny            | Marrakesz      | trójskok    | 3. miejsce        | 17,21 |
| 2015 | Mistrzostwa świata                   | Pekin          | trójskok    | el. – 19. miejsce | 16,41 |
| 2016 | Igrzyska olimpijskie                 | Rio de Janeiro | trójskok    | 2. miejsce        | 17,76 |
| 2017 | Mistrzostwa świata                   | Londyn         | trójskok    | 2. miejsce        | 17,63 |
| 2018 | Halowe mistrzostwa świata            | Birmingham     | trójskok    | 1. miejsce        | 17,43 |
| 2019 | Mistrzostwa świata                   | Doha           | trójskok    | 2. miejsce        | 17,74 |
| 2021 | Igrzyska olimpijskie                 | Tokio          | trójskok    | 4. miejsce        | 17,44 |
| 2022 | Halowe mistrzostwa świata            | Belgrad        | trójskok    | 4. miejsce        | 17,19 |
| 2022 | Mistrzostwa świata                   | Eugene         | trójskok    | 11. miejsce       | 16,54 |
| 2023 | Mistrzostwa świata                   | Budapeszt      | trójskok    | 7. miejsce        | 16,99 |
| 2025 | Halowe mistrzostwa świata            | Nankin         | trójskok    | 10. miejsce       | 16,31 |

## Rekordy życiowe
Stadion
- Skok w dal – 8,29 (14 maja 2011, Athens) / 8,42w (3 lipca 2012, Eugene)
- Trójskok – 18,14 (29 czerwca 2019, Long Beach) 3. wynik w historii światowej lekkoatletyki

Hala
- Skok w dal – 8,24 (10 lutego 2012, Fayetteville)
- Trójskok – 17,70 (11 marca 2012, Stambuł)